# Chó săn hươu Na Uy đen
Chó săn huơu Na Uy đen (tiếng Anh: Black Norwegian Elkhound, tiếng Na Uy: Norsk Elghund Svart hay Norsk elghund sort) là biến thể hiện đại của giống chó săn hươu Na Uy xám. Nó là một giống chó đuôi cuộn và rất hiếm bên ngoài các các nước Bắc Âu của Scandinavia. Nó được nhân giống với mục đích tương tự như Chó săn hươu Na Uy xám nhưng nhỏ hơn, nhanh nhẹn hơn, và dễ dàng hơn để nhận ra trong tuyết. Trong lịch sử, giống đầu tiên xuất hiện ở Na Uy là vào đầu thế kỷ 19. Nó được Liên minh nghiên cứu chó quốc tế (FCI) phân loại vào nhóm chó săn.
Câu lạc bộ đăng ký chó thuần chủng Mỹ (AKC) đặt tên cho giống là "Elkhound," trong tiếng Na Uy là "Elghund," có nghĩa là ""chó săn huơu." Ở Na Uy, từ "elg" có nghĩa là nai, và "hund" có nghĩa là "chó."

## Mô tả

### Ngoại hình

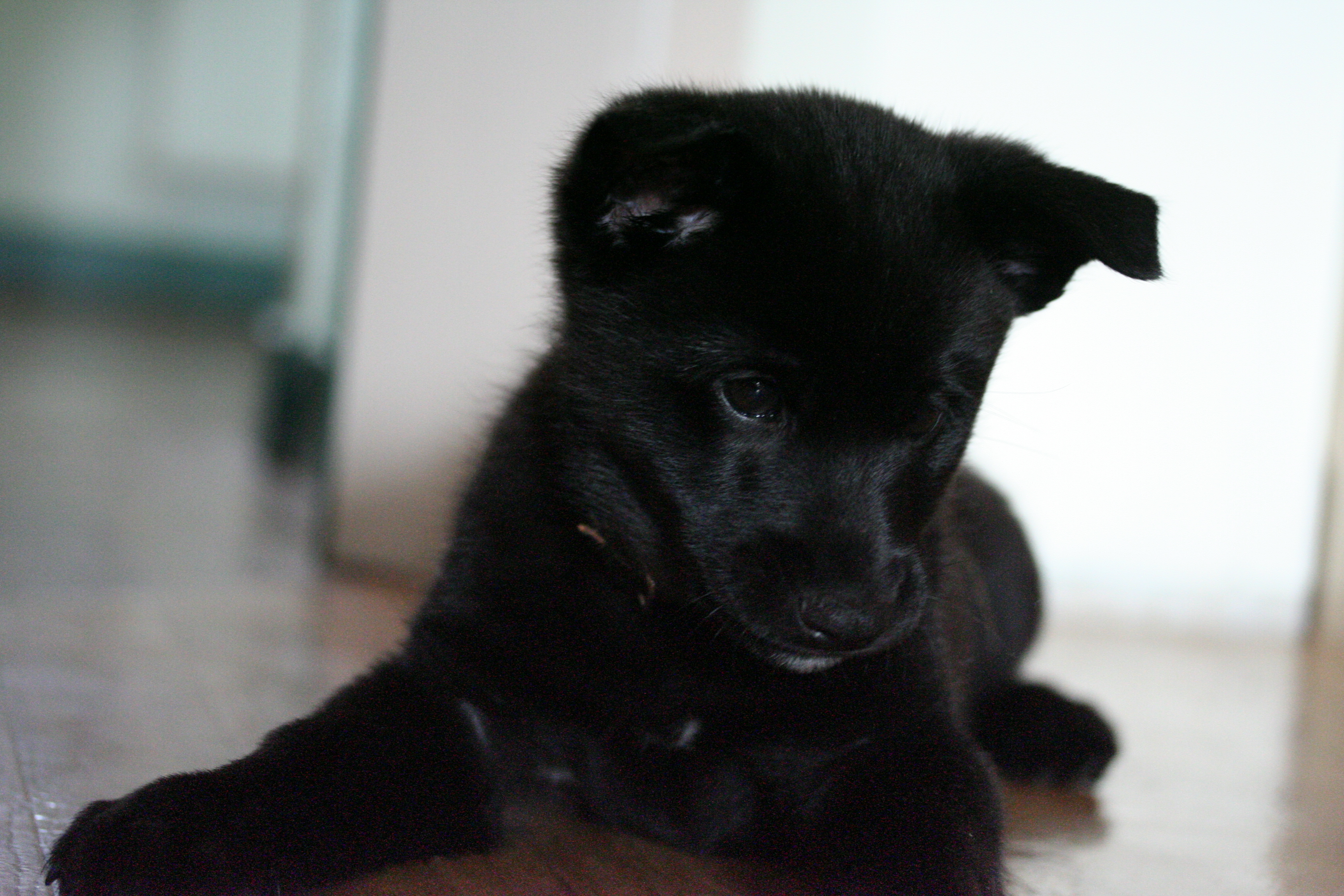
Chó con săn huơu Na Uy đen

Chó săn huơu Na Uy đen thuộc loại chó đuôi cuộn với thân hình nhỏ gọn, đôi mắt đen, tai dựng và đuôi cuộn. Bộ lông dày đặc và không nổi bật so với cơ thể. Bộ lông có thể chịu được mưa mùa thu ở Scandinavia và thời tiết lạnh.
Nó có một lớp lông dày đặc, dày, thô, và đen. Một con chó trưởng thành cao 46–49 cm ở con đực và con cái là 43–46 cm, nặng 16–20 kg.

### Tập tính
Chó săn huơu Na Uy đen là một giống rất mạnh mẽ và khỏe mạnh: nó rất hay cảnh giác. Có nhiều ưu điểm hơn so với Chó săn hươu Na Uy. Phương pháp huấn luyện thích hợp nhất cho giống chó này là thúc đẩy nó; Nó rất dễ dàng để huấn luyện. Nó cần tập thể dục và hoạt động thường xuyên ở ngoài trời. Nó là một con chó săn tuyệt vời và thích được ở trong rừng.

#### Săn bắn
Chó săn huơu Na Uy đen được sử dụng để săn bắn các động vật lớn như nai sừng xám, nai sừng tấm và gấu. Chúng có giá trị rất quan trọng đối với người nông dân ở Scandinavia hàng trăm năm.

## Chăm sóc
Bộ lông của nó đòi hỏi phải thường xuyên chải chuốt.